# Monumento Natural de la Cantera de Avelino
El Monumento Natural de la Cantera de Avelino es un yacimiento donde han sido identificadas huellas de saurópodos,
algunas de las cuales fueron retiradas en molde y expuestas en la Facultad de Ciencias de la Universidad de Lisboa. El monumento se localiza cerca del Cabo Espichel, localidad de Castelo, municipio de Sesimbra, Portugal.
Se pueden ver, de la misma manera, caminos dejados por herbívoros quadrúpedos del Jurássico Superior en una área de cerca de 150 m² de calcário compacto, con cerca de 60 cm de espesor, inclinada a 30° hacia el norte.
Las huellas habrían quedado impresas durante el Jurásico Superior (140-130 millones de años), momento en que prosperaba la vegetación junto a las lagunas, manteniéndose acumulaciones de agua que atraían a dinosáurios herbívoros y carnívoros.